# M&T Bank
M&T Bank Corporation (Manufacturers and Traders Trust Company) er en amerikansk bank med hovedkvarter i Buffalo, New York. De har 1.000 afdelinger i 12 delstater med 17.569 ansatte.
Forretningsmændene Pascal Pratt og Bronson Rumsey etablerede M&T Bank i 1856 som "Manufacturers and Traders Trust Company".